# Tarjei Bø
Tarjei Bø (født 29. juli 1988 i Stryn) er en norsk skiskytte, som har vundet en række medaljer ved blandt andet VM og OL.
Han er storebror til Johannes Thingnes Bø, der ligeledes er skiskytte.
Tarjei Bø viste sig første gang for alvor på den internationale scene, da han i 2006 vandt guld og sølv ved junior-VM. De følgende år vandt han flere junior-VM-medaljer.
Fra 2009 har han deltaget i seniorkonkurrencer, og her kom hans første store resultat ved vinter-OL 2010 i Vancouver, hvor han efter en 21. plads på 20 km-distancen sammen med Emil Hegle Svendsen og de to veteraner Ole Einar Bjørndalen og Halvard Hanevold udgjorde det norske hold på 4×7,5 km stafet, der vandt guld foran Østrig og Rusland.
Ved VM det følgende år i Khanty-Mansijsk fik han sit helt store gennembrud med fem medaljer. Han vandt bronze på 10 km og 12,5 km jagtstart samt guld på 20 km og i stafet (herrer og mikset). Ved VM i 2012 i Ruhpolding vandt han guld i herrernes stafet, og ved VM 2013 i Nové Město na Moravěblev det til tre guld i henholdsvis 15 km samt stafet for herrer og mikset hold.
Hans vinter-OL 2014 i Sotji blev ikke særligt succesfuldt, idet han sluttede langt nede i felterne i de tre individuelle konkurrencer, han stillede op i. I herrernes stafet tog brødrene Bø
og Bjørndalen de tre første ture for Norge, hvilket bragte holdet i spidsen, men Emil Hegle Svendsen på sidsteturen havde været syg op til konkurrencen, og han missede fire af sine skud, hvilket betød, at Norge røg ned på fjerdepladsen. Imidlertid blev russeren Jevgenij Ustjugov i februar 2020 fældet af dopingmisbrug, hvorved alle hans resultater fra 2013/14-sæsonen blev annulleret. Da han var med på det russiske vinderhold i stafetten i Sotji, ligger Norge egentlig til at blive rykket en tak op til bronzepladsen, men efter russerens appel af sin dom er dette ikke sket per marts 2021.
Ved VM i 2015 i Kontiolahti vandt han fem medaljer: I 10 km, 12,5 km og 15 km individuelt vandt han bronze, og i herrernes stafet blev det til sølv, mens han vandt endnu en bronze i mikset stafet. Ved VM på hjemmebane i Oslo 2016 vandt han guld i herrernes stafet og bronze i mikset stafet.
Ved vinter-OL 2018 i Pyeongchang fik han i de individuelle løb placeringer mellem nummer fire og tretten (bedst på 12,5 km jagtstart), mens han var med til at vinde sølv i herrernes stafet. Nordmændene kom her næsten et minut efter de svenske guldvindere, men var selv mere end et minut bedre end tyskerne på tredjepladsen.
Ved VM 2019 i Östersund vandt Bø bronze i 20 km-løbet, og han var med til at vinde guld i herrernes stafet, og ved VM i 2020 var han igen med på holdene, der vandt sølv i herrernes stafet og guld i mikset stafet. Ved VM i 2021 var han endnu engang på det norske stafethold, der denne gang vandt guld.